# Kilgoris
Kilgoris es una localidad de Kenia, perteneciente al condado de Narok.
Tiene 9865 habitantes según el censo de 2009. Se sitúa al oeste del condado, cerca del límite con el condado de Kisii. En esta localidad nació el atleta David Rudisha, récord del mundo de atletismo, de los 800 metros planos.

## Demografía
Los 9865 habitantes de la localidad se reparten así en el censo de 2009:
- Población urbana: 9865 habitantes (4926 hombres y 4939 mujeres)
- Población periurbana: no hay población periurbana en esta localidad
- Población rural: no hay población rural en esta localidad

## Transportes
Por la localidad pasa la carretera C17, que une Kisii con Lolgorien pasando por las principales áreas rurales del condado de Kisii.